# Sammelalbum

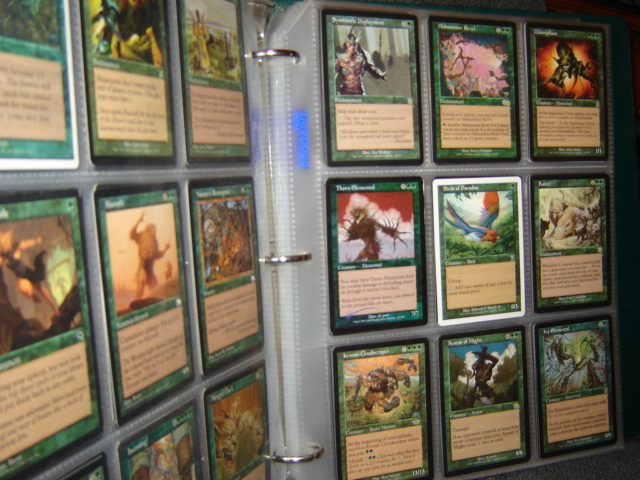
Ein Sammelordner mit Karten des Sammelkartenspiels Magic: The Gathering

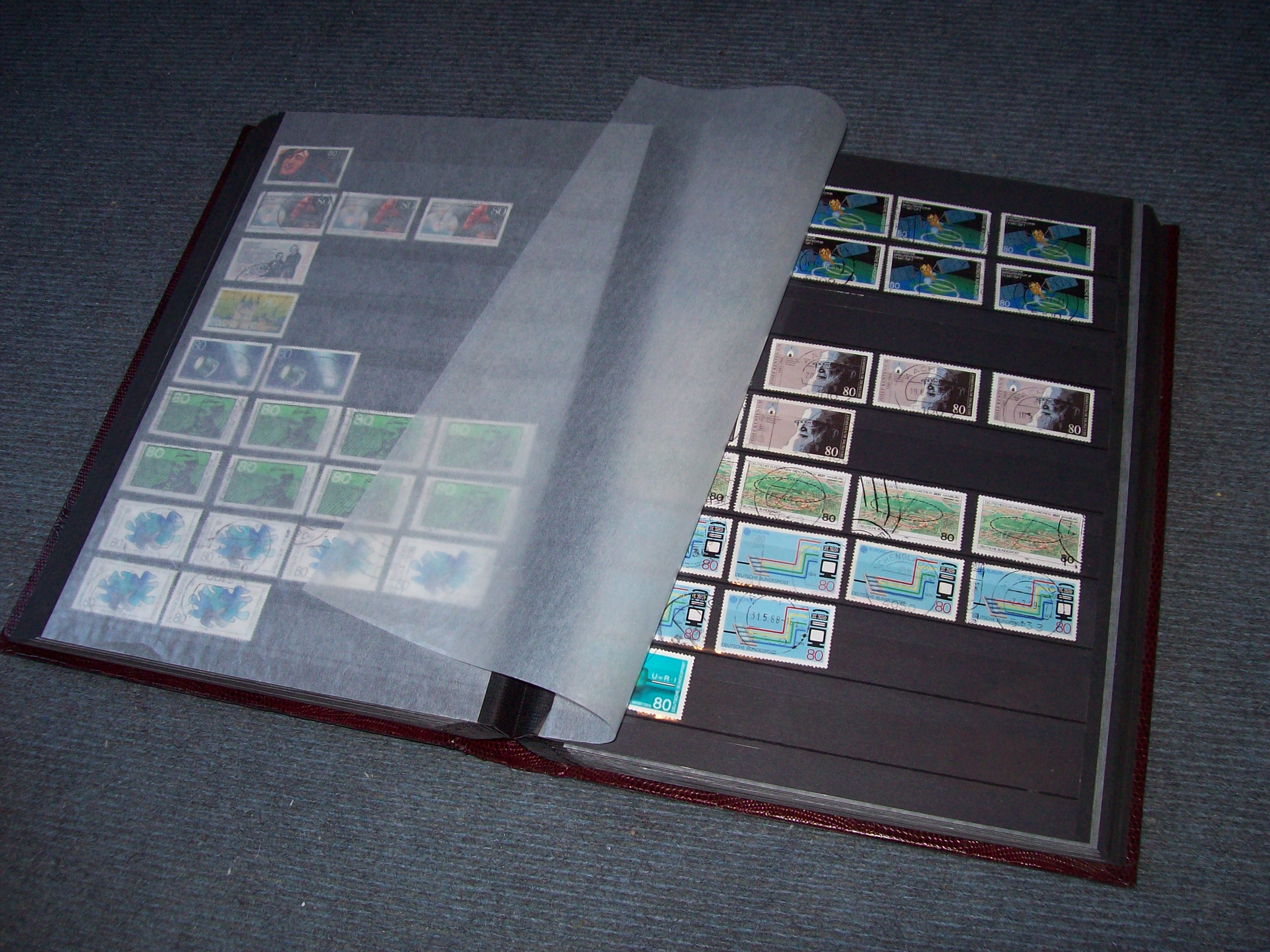
Sammelalbum für Briefmarken

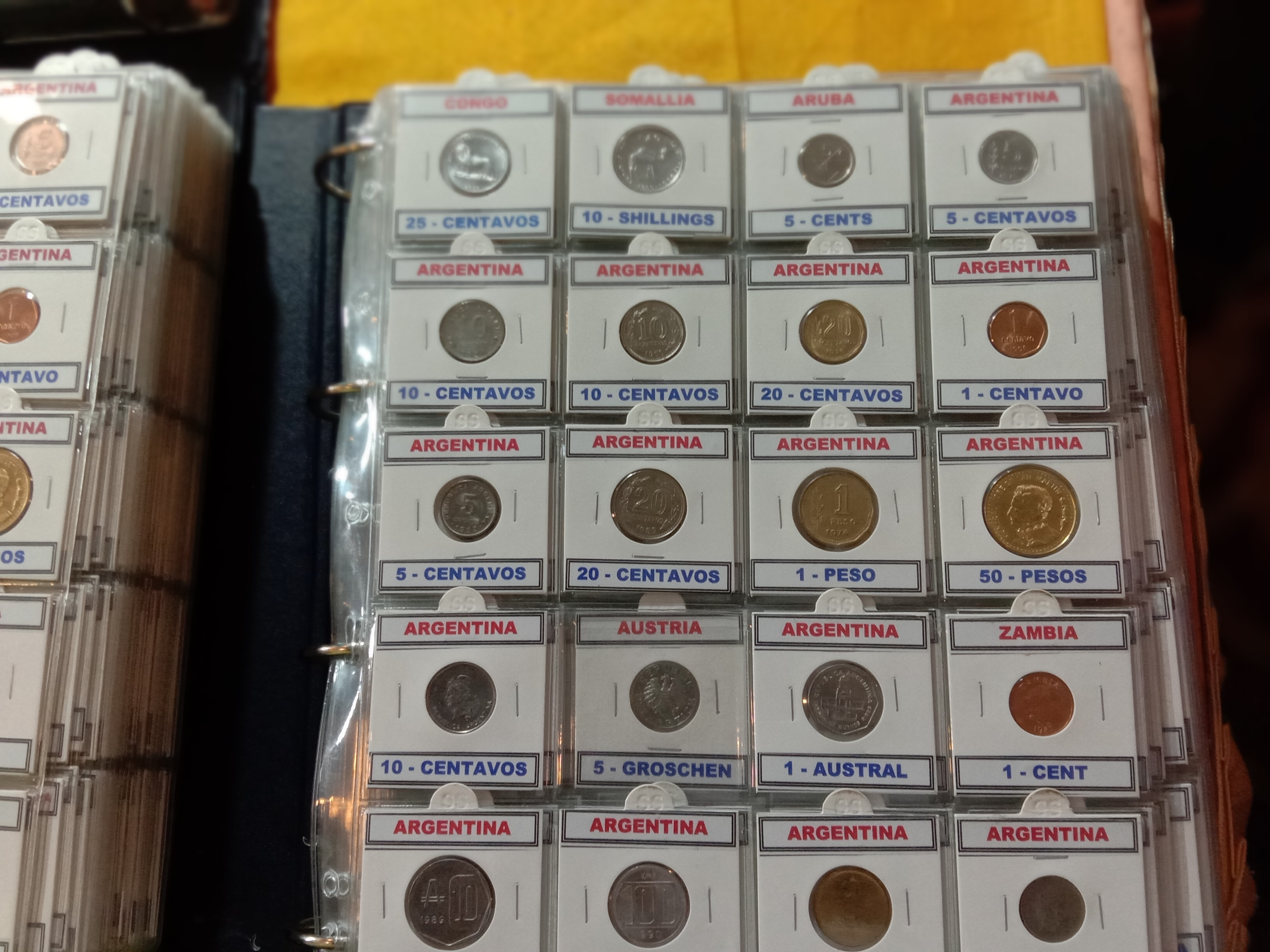
Ein Sammelordner für Münzen mit Münzhaltern

Ein Sammelalbum oder Sammelordner ist eine Aufbewahrungsmöglichkeiten für kleine Sammelobjekte.

## Beschreibung
Ein Sammelalbum oder Sammelordner ist eine Aufbewahrungsmöglichkeiten in Form eines Albums oder Ordners für kleine Sammelobjekte. Beispiele für solche Sammelobjekte sind Münzen, Briefmarken, Sammelkarten und Sammelbilder. Analoge Fotos werden auch häufig in Fotoalben gesammelt. Sie sind prinzipiell zur Sammlung alles Nicht-digitalisierten tauglich. Ein Sammelalbum unterscheidet sich vom Sammelordner dadurch, dass beim Sammelalbum die Seiten in Buchform gebunden sind. Beim Sammelordner können die Seiten ähnlich einem Ringbuch oder Aktenordner, nachträglich hinzugefügt oder entfernt werden.
Häufig haben Sammelalben und -ordner auch den Zweck die Sammelobjekte vor Beschädigung oder Verschleiß bei der Lagerung oder dem Transport zu schützen. Um das Sammelobjekt nicht zu beschädigen, entwickelten sich die meisten Arten von Sammelalben von Einklebe- zu Einsteckalben (siehe auch Fotoalbum und Briefmarkenalbum). Die Ausnahme davon sind Sammelalben für Sammelbilder.
Sammelalben oder Sammelhefte für Sammelbilder sind zur Sammlung einer bestimmten Bilderserie. Diese Sammelalben entwickelten sich von Einsteckalben hin zu Einklebealben die heutzutage Aufkleber nutzen.

## Entwicklung
Das Album in seiner ursprünglichen Form als Blankobuch existierte im Gelehrtenmilieu im deutschsprachigen Raum des 16. Jahrhunderts. Dieses Album diente zum Eintragen von Autogrammen von befreundeten Personen, das sogenannte Album Amicorum, das lange als Stammbuch weiterlebte.
1862 erschienen die ersten Briefmarkenalben, in die die Briefmarken noch direkt hineingeklebt wurden.
1898 gab Franz Stollwerck das erste Sammelalbum für Sammelbilder mit dem Titel „Stollwerck’s Sammel-Album No. 1“ heraus.
In den 1960ern „haushaltsübliche“ Vorläufer waren das Fotoalbum und die Schallplattenmappe.
Einen regelrechten Sammelordnerboom stieß in der zweiten Hälfte der 1980er die Verlagsgruppe Marshall Cavendish mit Serienpublikationen wie Aero, Erfolgreich Heimwerken, Kochen mit Mikrowelle, Foto Praxis u. ä. an.
Mit der Verbreitung von Sammelkartenspielen durch Magic: The Gathering in den 1990er entstand ein neuer Bedarf an Sammelalben und -ordnern für die Karten dieser Spiele.

## Abgrenzung
Schuber sind ein einseitig offener, passgenauer Schutzkartons für Bücher, Zeitschriften, Broschüren ohne Ringmechanik, Bindung oder sonstige Einhängevorrichtungen. Werden mehrere Bücher, Zeitschriften oder Broschüren in einem Schuber gelagert, so spricht man von einem Sammelschuber. Werden einzelne Seiten aus mehreren Zeitschriften entfernt und zum Zweck des Sammelns in einem Ordner zusammengefasst, kann man ebenfalls von einem Sammelordner sprechen.
Kartenboxen dienen zum Schutz von Karten vor Beschädigung oder Verschleiß bei der Lagerung oder dem Transport von Spiel- oder Sammelkarten. In solchen Kartenboxen werden die Karten als Stapel gelagert und müssen zum Ansehen aus der Kartenbox herausgenommen werden. In einem Sammelalbum können alle Karten angesehen werden, ohne sie aus dem Sammelalbum herauszunehmen.
Alben und Ordner, die zur Aufbewahrung oder Sortierung genutzt werden und nicht dem Zweck des Sammelns dienen, können nicht als Sammelalbum oder Sammelordern bezeichnet werden.

## Sonstiges
Die Akzeptanz von Sammelordnern ist nicht nur erfolgreichem Marketing, sondern vor allem der Notwendigkeit geeigneter Strukturen bei dauerhafter Lagerung geschuldet. Kommunale wie unternehmerische Archivierungsbestrebungen und die menschliche Sammelleidenschaft bewirken ein Übriges. Durch entsprechende grafische bzw. drucktechnische Aufwertung erfuhr bereits manches Sammelbehältnis seine vom weiteren Inhalt unabhängige Wertsteigerung, speziell im Bereich der Comics.